# Список потерь авиации Многонациональных сил в ходе Войны в Персидском заливе
В данном списке перечислены самолёты и вертолёты Многонациональных сил (МНС), потерянные в ходе подготовки и проведения операции по освобождению Кувейта в 1990—1991 годах (война в Персидском заливе). По опубликованным официальным данным, итоговые потери составили 52 самолёта и 23 вертолёта всех стран, участвовавших в МНС.
Список составлен на основе открытых источников и может содержать ошибки и неточности. Имеющаяся в ряде случаев неясность с датой потери обычно объясняется тем, что потеря произошла в ночное время суток. В списке приведены только достоверно подтверждённые безвозвратные потери (то есть летательные аппараты, которые были полностью уничтожены или списаны из-за невозможности ремонта), боевые и небоевые. Данные о самолётных потерях почти полны и включают несколько лётных происшествий, не упоминающихся в большинстве источников. Однако данные о вертолётных потерях крайне неполны, что связано с отсутствием детальной информации.

## Самолёты

### Операция «Щит пустыни»
- 28 августа (29?) 1990 — C-5A «Гэлэкси» (сер. номер 68-0228, 60-е военно-транспортное авиакрыло ВВС США). Потерпел катастрофу при взлёте с авиабазы Рамштайн (ФРГ). Погибли 13 человек.
- 4 сентября 1990 — F-16C Блок 25B «Файтинг Фалькон» (сер. номер 83-1151, 33-я тактическая истребительная эскадрилья ВВС США). Потерян в результате пожара двигателя во время тренировочного вылета в Абу-Даби (ОАЭ). Пилот выжил.
- 30 сентября 1990 — F-15E «Страйк Игл» (сер. номер 87-0203, 336-я тактическая истребительная эскадрилья ВВС США). Потерпел катастрофу в ходе ночного тренировочного вылета в Омане. Оба члена экипажа погибли.
- 8 октября 1990 — RF-4C «Фантом» II (сер. номер 64-1044, 106-я тактическая разведывательная эскадрилья ВВС Национальной гвардии Алабамы). Потерпел катастрофу в Абу-Даби (ОАЭ). Оба члена экипажа погибли.
- 10 октября 1990 — F-111F (сер. номер 74-0183, 45-я тактическая истребительная эскадрилья ВВС США). Потерпел катастрофу во время ночного тренировочного вылета в районе авиабазы Таиф (Саудовская Аравия). Оба члена экипажа погибли.
- 13 ноября 1990 — «Ягуар» GR.Mk.1A (номер XX754, 54-я эскадрилья Королевских ВВС Великобритании). Потерпел катастрофу во время тренировочного вылета над Катаром (базировался в Бахрейне). Пилот погиб.
- 8 января 1991 — F-16C Блок 40C «Файтинг Фалькон» (сер. номер 88-0483, 4-я тактическая истребительная эскадрилья ВВС США). Потерпел катастрофу во время ночного тренировочного вылета в Саудовской Аравии из-за дезориентации пилота. Пилот погиб.
- 13 января 1991 — F-16A Блок 10B «Файтинг Фалькон» (сер. номер 79-0400, 138-я тактическая истребительная эскадрилья США). Потерян в Саудовской Аравии. Пилот спасён.

### Операция «Буря в пустыне»

#### Январь 1991
- 16 января 1991 — F-15E «Страйк Игл» (сер. номер 88-1689, 335-я тактическая истребительная эскадрилья ВВС США). Был потерян во время атаки на склад горюче-смазочных материалов в районе Басры. Точно не известно, самолет был поражен огнем зенитной артиллерии или разбился при выполнении противозенитного маневра. Оба члена экипажа погибли.[2]
- 17 января 1991 — F/A-18C «Хорнет» (номер 163484, 81-я истребительно-бомбардировочная эскадрилья ВМС США). Сбит юго-восточнее Багдада ракетой «воздух—воздух», выпущенной иракским перехватчиком МиГ-25. Первая боевая потеря авиации Многонациональных сил. Пилот Майкл Скотт Спичер погиб (останки обнаружены в 2009 году).
- 17 января 1991 — A-6E «Интрудер» (номер 161668, 35-я штурмовая эскадрилья ВМС США). Сбит ЗРК во время нанесения удара по аэродрому на западе Ирака. Оба члена экипажа попали в плен.
- 17 января 1991 — «Торнадо» IDS GR.Mk.1 (номер ZD791, 15-я эскадрилья Королевских ВВС Великобритании). Сбит после нанесения удара по аэродрому Ар-Румейла Юго-западный. Оба члена экипажа попали в плен.
- 17 января 1991 — «Торнадо» IDS GR.Mk.1 (номер ZA392, 617-я эскадрилья Королевских ВВС Великобритании). Сбит зенитным огнём после нанесения удара по аэродрому аль-Шайбах. Оба члена экипажа погибли.
- 17 января (18?) 1991 — «Торнадо» IDS GR.Mk.1 (ВВС Италии). Сбит над южной частью Ирака. Оба члена экипажа попали в плен.
- 17 января 1991 — A-4KU «Скайхок» (ВВС Кувейта). Сбит ЗРК над Кувейтом. Пилот попал в плен.
- 18 января 1991 — A-6E «Интрудер» (номер 152928, 155-я штурмовая эскадрилья ВМС США). Потерян во время минирования с воздуха возле Умм-Каср, рядом с иранской границей (юго-западнее Абадана). Считается, что сбит на малой высоте зенитным огнём. Оба члена экипажа погибли.
- 18 января 1991 — OV-10A (OV-10D?) «Бронко» (номер 155435, 1-я эскадрилья наблюдения Корпуса морской пехоты США). Сбит ПЗРК «Стрела 3» в районе Рас-эль-Мишаб. Оба члена экипажа попали в плен.
- 19 января 1991 — F-16C Блок 30F «Файтинг Фалькон» (сер. номер 87-0257, 614-я тактическая истребительная эскадрилья ВВС США). Сбит ЗРК (предположительно С-125) южнее Багдада во время первого дневного налёта на город. Пилот попал в плен.
- 19 января 1991 — F-16C Блок 30F «Файтинг Фалькон» (сер. номер 87-0228, 614-я тактическая истребительная эскадрилья ВВС США). Сбит ЗРК «Куб» во время первого дневного налёта на Багдад. Пилот попал в плен.
- 19 января (20?) 1991 — F-15E «Страйк Игл» (сер. номер 88-1692, 335-я тактическая истребительная эскадрилья ВВС США). Сбит ЗРК С-75 над западной частью Ирака во время ночного вылета на поиск комплексов оперативно-тактических ракет «Скад». Оба члена экипажа попали в плен.
- 19 января 1991 — F-4G «Уайлд Уизл» (сер. номер 69-7571, 35-е тактическое истребительное крыло ВВС США). Потерян в результате израсходования топлива в районе военного городка короля Халида. Утечка топлива, возможно, была вызвана боевыми повреждениями. Оба члена экипажа спасены.
- 19 января 1991 — «Торнадо» IDS GR.Mk.1 (номер ZA396, 20-я  эскадрилья Королевских ВВС Великобритании). Сбит ЗРК «Роланд» во время атаки на авиабазу Таллиль. Оба члена экипажа попали в плен.
- 19 января (20?) 1991 — «Торнадо» IDS GR.Mk.1 (номер ZD893, 9-я или 20-я эскадрилья Королевских ВВС Великобритании). Потерян по техническим причинам над территорией Саудовской Аравии во время боевого вылета. Оба члена экипажа получили травмы, но спасены.
- 19 января (20?) 1991 — «Торнадо» IDS GR.Mk.1 (Королевские Саудовские ВВС). Сбит зенитным огнём во время атаки аэродрома Таллиль-Западный. Оба члена экипажа спасены.
- 21 января 1991 — F-14A+ «Томкэт» (номер 161430, 103-я истребительная эскадрилья ВМС США). Сбит ЗРК С-75 во время ночного вылета над западной частью Ирака. Пилот спасён, оператор бортового вооружения попал в плен.
- 21 января 1991 — F-16C Блок 30F (сер. номер 87-0224, 614-я тактическая истребительная эскадрилья). Получил повреждения в результате поражения осколками авиабомбы.Пилот катапультировался над Персидским заливом и спасён.
- 22 января 1991 — «Торнадо» IDS GR.Mk.1 (номер ZA467, 31-я эскадрилья Королевских ВВС Великобритании). Потерян во время ночного налёта на радар в Ар-Рутба. Причины потери не установлены. Оба члена экипажа сочтены погибшими, их останки не найдены.
- 22—23 января 1991 — AV-8B «Харриер» II (номер 162954, 331-я штурмовая эскадрилья Корпуса морской пехоты США). Потерпел катастрофу во время ночного вылета в ходе учений морской пехоты в Омане. Пилот погиб.
- 24 января 1991 — F/A-18C «Хорнет» (ВМС США). Потерян во время боевого патрулирования над Персидским заливом в результате отказа двигателя. Пилот спасён.
- 24 января 1991 — «Торнадо» IDS GR.Mk.1 (номер ZA403, 17-я эскадрилья Королевских ВВС Великобритании). Потерян после нанесения удара по авиабазе Ар-Румейла, предположительно в результате детонации в воздухе сброшенных 454-кг авиабомб. Оба члена экипажа попали в плен.
- 28 января 1991 — AV-8B «Харриер» II (номер 163518, 311-я штурмовая эскадрилья Корпуса морской пехоты США). Сбит зенитным огнём. Пилот попал в плен.
- 31 января 1991 — AC-130H (сер. номер 69-6567, 16-я эскадрилья специальных операций ВВС США). Сбит ПЗРК во время сражения за Рас-эль-Хафджи (Саудовская Аравия). Погибло 14 человек.

#### Февраль 1991
- 2 февраля 1991 — A-6E «Интрудер» (номер 155632, 36-я штурмовая эскадрилья ВМС США). Сбит зенитным огнём или ЗРК С-125 восточнее Кувейт-Сити, над Персидским заливом. Оба члена экипажа погибли.
- 2 февраля 1991 — A-10A «Тандерболт» II (сер. номер 80-0248, 23-е тактическое истребительное крыло ВВС США). Сбит зенитным огнём или истребителем юго-западнее Кувейт-Сити. Пилот попал в плен (первоначально считался погибшим).
- 3 февраля 1991 — B-52G «Стратофортресс» (сер. номер 59-2593, 4300-е временное бомбардировочное крыло ВВС США). Упал в Индийский океан в районе острова Диего-Гарсия после отказа системы электроснабжения, возвращаясь из боевого вылета. Из 6 членов экипажа 3 погибли при катапультировании. Считается небоевой потерей, хотя имелись предположения о том, что причиной отказа системы стало боевое повреждение.
- 5 февраля 1991 — F/A-18A «Хорнет» (номер 163096, 87-я истребительно-бомбардировочная эскадрилья ВМС США). Пропал, возвращаясь из боевого вылета. Предполагается, что пилот утратил ориентацию после отказа бортового оборудования (возможно, из-за боевых повреждений). Пилот сочтён погибшим.
- 9 февраля 1991 — AV-8B «Харриер» II (номер 162081, 231-я штурмовая эскадрилья Корпуса морской пехоты США). Сбит ПЗРК юго-западнее Кувейт-Сити при оказании непосредственной поддержки наземным подразделениям морской пехоты. Пилот попал в плен.
- 13 февраля 1991 — F-5E «Тайгер» II (17-я эскадрилья Королевских Саудовских ВВС). Сбит зенитным огнём или истребителем над Кувейтом. Пилот, вероятно, спасён.
- 14 февраля (13?) 1991 — EF-111A «Рэйвен» (сер. номер 66-0023, 42-я эскадрилья радиоэлектронного противодействия ВВС США). Потерян в районе ирако-кувейтской границы. Считается боевой потерей — предположительно столкнулся с землёй, пытаясь уйти от атаки противника (по одной из версий, мог быть по ошибке атакован американскими F-15). Оба члена экипажа погибли.
- 14 февраля 1991 — «Торнадо» IDS GR.Mk.1 (номер ZD717, 15-я или 17-я эскадрилья Королевских ВВС Великобритании). Сбит ЗРК в районе Фаллуджи во время атаки на аэродром. Пилот попал в плен, навигатор погиб.
- 15 февраля 1991 — A-10A «Тандерболт» II (сер. номер 78-0722, 353-я тактическая истребительная эскадрилья ВВС США). Один из двух самолётов, сбитых при атаке позиций дивизии Республиканской гвардии «Медина». Пилот попал в плен.
- 15 февраля 1991 — A-10A «Тандерболт» II (сер. номер 79-0130, 353-я тактическая истребительная эскадрилья). Один из двух самолётов, сбитых при атаке позиций дивизии Республиканской гвардии «Медина». Пилот попытался организовать прикрытие своего сбитого товарища с воздуха, но сам был сбит и погиб.
- 15 февраля 1991 — A-6E «Интрудер» (номер 155602, ВМС США). Совершил аварийную посадку на палубу американского авианосца и списан из-за полученных повреждений.
- 15 февраля 1991 — F-16C Блок 25E «Файтинг Фалькон» (сер. номер 84-1379, 17-я тактическая истребительная эскадрилья ВВС США). Потерпел катастрофу во время ночной посадки на авиабазу Аль-Дафра (ОАЭ). Пилот погиб. Небоевая потеря.
- 17 февраля 1991 — F-16C Блок 25C «Файтинг Фалькон» (сер. номер 84-1218, 17-я тактическая истребительная эскадрилья ВВС США). Потерян из-за пожара двигателя в ночном боевом вылете над южной частью Ирака. Пилот спасён. Считается небоевой потерей, хотя пожар предположительно был вызван боевыми повреждениями.
- 19 февраля 1991 — OA-10A «Тандерболт» II (сер. номер 76-0543, 23-я тактическая эскадрилья воздушной поддержки ВВС США). Сбит ПЗРК. Пилот попал в плен.
- 20 февраля 1991 — F-16C Блок 30E «Файтинг Фалькон» (сер. номер 86-0329, 612-я тактическая истребительная эскадрилья ВВС США). Потерпел аварию в Турции из-за отказа двигателя. Пилот спасён.
- 22 февраля 1991 — A-10A «Тандерболт» II (сер. номер 79-0181, 23-е тактическое истребительное крыло ВВС США). Подбит ПЗРК и потерпел аварию при посадке в военном городке короля Халида. Разобран на запчасти.
- 23 февраля 1991 — AV-8B «Харриер» II (номер 161573, 542-я штурмовая эскадрилья Корпуса морской пехоты США). Потерян во время ночного боевого вылета в районе Али-аль-Салем (Кувейт). Предположительно сбит ПЗРК. Пилот погиб.
- 25 февраля 1991 — AV-8B «Харриер» II (номер 163190, 542-я штурмовая эскадрилья Корпуса морской пехоты США). Сбит ПЗРК в районе Али-аль-Салем (Кувейт). Пилот спасён.
- 25 февраля 1991 — OV-10A «Бронко» (номер 155424, 1-я эскадрилья наблюдения Корпуса морской пехоты США). Сбит ПЗРК над Кувейтом. Один из членов экипажа попал в плен, другой погиб.
- 27 февраля 1991 — F-16C Блок 25F «Файтинг Фалькон» (сер. номер 84-1390, 10-я тактическая истребительная эскадрилья ВВС США). Сбит над Кувейтом, предположительно ПЗРК «Игла». Пилот попал в плен; удостоен Креста ВВС за то, что спас от сбития своего ведущего.
- 27 февраля 1991 — AV-8B «Харриер» II (номер 162740, 331-я штурмовая эскадрилья Корпуса морской пехоты США). Сбит зенитным огнём или ПЗРК «Стрела-2» в районе Сафван. Пилот погиб.
- 27 февраля 1991 — OA-10A «Тандерболт» II (сер. номер 77-0197, 23-я тактическая эскадрилья воздушной поддержки ВВС США). Подбит ПЗРК и потерпел катастрофу во время посадки на авиабазу в военном городке короля Халида. Пилот погиб.

## Вертолёты
- 8 октября 1990 — два UH-1N «Ирокез» (номера 160178 и 160622, 164-я эскадрилья средних вертолётов Корпуса морской пехоты США). Потерпели катастрофу у берегов Омана во время ночного тренировочного вылета. Погибло 8 человек.
- 19 января 1991 — UH-60 «Блэк Хок» (сер. номер 82-23579, Армия США). Потерпел катастрофу в Саудовской Аравии. Погиб 1 человек.
- 2 февраля 1991 — UH-60L «Блэк Хок» (сер. номер 89-29214, Армия США). Списан по неизвестным причинам.
- 2 февраля 1991 — AH-1 (Корпус морской пехоты США). Потерпел катастрофу по небоевой причине. Оба члена экипажа погибли.
- 2 февраля 1991 — UH-1N (369-я эскадрилья лёгких ударных вертолётов Корпуса морской пехоты США). Потерпел катастрофу по небоевой причине. Погибли 4 человека.
- 7 февраля 1991 — UH-1H «Ирокез» (сер. номер 69-15016, 229-е медицинское подразделение Армии США). Потерпел катастрофу в Саудовской Аравии во время ночного вылета, когда экипаж попытался избежать столкновения с другим вертолётом. Погиб 1 человек и 4 получили травмы.
- 21 февраля 1991 — MH-60 (160-й авиационный полк специальных операций Армии США). Потерпел катастрофу на территории Ирака или Саудовской Аравии в условиях песчаной бури. Погибли 7 человек.
- 21 февраля (20?) 1991 — OH-58 «Кайова» (сер. номер 69-16113, рота A 1-го батальона 24-го авиационного полка). Столкнулся с землёй в плохих погодных условиях во время разведывательного вылета в Ираке. Оба члена экипажа погибли.
- 21 февраля 1991 — CH-46 «Си Найт». Потерпел катастрофу в Красном море. Погиб 1 член экипажа, остальные спасены.
- 27 февраля 1991 — UH-1H «Ирокез» (сер. номер 64-14273, Армия США). Сбит ЗСУ «Шилка» во время вылета на медицинскую эвакуацию в Кувейте. Погибли 3 человека и 1 ранен.
- 27 февраля 1991 — UH-60A «Блэк Хок» (сер. номер 78-23015, 4-й батальон 1-го авиационного полка Армии США). Сбит во время вылета в Кувейте (Ираке?). Погибли 9 человек.
- 28 февраля (27?) 1991 — UH-60 «Блэк Хок» (2-й батальон 229-го авиационного полка Армии США). Сбит зенитным огнём во время операции по поиску пилота сбитого F-16. Погибли 5 человек и 3 попали в плен с ранениями.

## БПЛА
- 17 февраля 1991 — три БПЛА BQM-74C «Чукар» были перехвачены и сбиты иракскими истребителями.[3]

В ходе войны иракцами было сбито 13 и повреждено 18 БПЛА RQ-2A Pioneer.

## Общая статистика
Стоит отметить, что эти данные практически не соотнесены с иракскими данными о причинах потерь авиации коалиции. Согласно официальным иракским данным, за первые три дня (17-19 января) операции «Буря в пустыне» иракские самолёты совершили 42 вылета на перехват вражеской авиации, в ходе которых было сбито 6 самолётов коалиции. Ещё два самолёта коалиции были сбиты ВВС Ирака 30 января.
По состоянию на 16 июля 2025 года в списке перечислены следующие потери (данные не являются полными и могут меняться по мере дополнения списка):
| Самолёты     | «Щит пустыни» | «Буря в пустыне» |
| ------------ | ------------- | ---------------- |
| Торнадо      |               | 9                |
| F-16         | 3             | 7                |
| A-10         |               | 6                |
| AV-8B        |               | 6                |
| A-6          |               | 4                |
| F/A-18       |               | 3                |
| F-15E        | 1             | 2                |
| OV-10        |               | 2                |
| A-4          |               | 1                |
| AC-130       |               | 1                |
| B-52         |               | 1                |
| C-5          | 1             |                  |
| F-4/RF-4     | 1             | 1                |
| F-5          |               | 1                |
| F-14         |               | 1                |
| F-111/EF-111 | 1             | 1                |
| Ягуар        | 1             |                  |
| Итого        | 8             | 46               |

| Вертолёты         | «Щит пустыни» | «Буря в пустыне» |
| ----------------- | ------------- | ---------------- |
| UH-60/MH-60/SH-60 |               | 6                |
| UH-1              | 2             | 3                |
| AH-1              |               | 1                |
| CH-46             |               | 1                |
| OH-58             |               | 1                |
| Итого             | 2             | 12               |